# Analetris eximia
Analetris eximia is een haft uit de familie Acanthametropodidae. De wetenschappelijke naam van de soort is voor het eerst geldig gepubliceerd in 1972 door Edmunds.
De soort komt voor in het Nearctisch gebied.